# ألكسندر فاسيلييف (صحفي)
ألكسندر يوريفيتش فاسيلييف (بالروسية: Александр Юрьевич Васильев، وُلِد عام 1962م) صحفي روسي-بريطاني، وكاتب، ومؤرخ في مجال الجاسوسية يسكن في لندن وهو خبير موضوعي فيما يتعلق بلجنة أمن الدولة السوفيتية وجهاز المخابرات الخارجية الروسي، حيث كان ضابطًا سابقًا في لجنة أمن الدولة السوفيتية. ويشتهر بكِتَابَيْه المُسْتَنِدَيْن إلى الوثائق الأرشيفية الخاصة بلجنة أمن الدولة والمنشورين باللغة الإنجليزية، وهما: جواسيس: صعود وهبوط لجنة أمن الدولة السوفيتية في أمريكا (بالإنجليزية: Spies: The Rise and Fall of the KGB in America) الذي اشترك معه في كتابته كلٌّ من جون إيرل هاينز وهارفي كلير، وكذلك كتاب الغابة المسكونة: الجاسوسية السوفيتية في أمريكا : حِقْبة ستالين (بالإنجليزية: The Haunted Wood: Soviet Espionage in America: the Stalin Era) الذي شارك ألين وينشتاين في كتابته.
وكان فاسيلييف قد التحق بالحزب الشيوعي السوفيتي سنة 1983م بينما كان طالبًا في جامعة موسكو الحكومية. وقد تخرج من الجامعة في تخصص الصحافة عام 1984م. وقد كان عضوًا في القسم الأول المتخصص بشؤون أمريكا في المديرية الرئيسية الأولى ضمن لجنة أمن الدولة بين عامَيْ 1987م و1990م.

## أنظر أيضًا
- قضية جوليوس وإيثل روزنبرغ
- ألين وينشتاين
- جون إيرل هاينز
- هارفي كلير